# Škvorec
Škvorec – miasteczko i gmina w Czechach, w powiecie Praga-Wschód, w kraju środkowoczeskim. Według danych z dnia 1 stycznia 2013 liczyła 1 258 mieszkańców.